# Julian Bartyś
Julian Bartyś (ur. 17 stycznia 1923 w Drążgowie, ziemia lubelska, zm. 9 czerwca 1982 w Łodzi), historyk polski, specjalista dziejów gospodarczych Polski, docent w Instytucie Historii Kultury Materialnej Polskiej Akademii Nauk w Warszawie.
Był synem wiejskiego nauczyciela. W latach okupacji uczestniczył w ruchu oporu, po aresztowaniu był więźniem jednego z obozów koncentracyjnych. W latach 1948–1952 studiował historię na Uniwersytecie Łódzkim, dyplom magistra obronił na podstawie pracy Z przeszłości kulturalnej  miasteczek południowo-wschodniej Wielkopolski w XVIII wieku; praca ta ukazała się drukiem w 1959 w "Pracach i Materiałach Etnograficznych". Od stycznia 1954 Bartyś pracował w Instytucie Historii Kultury Materialnej PAN w Warszawie (na stałe mieszkał w Łodzi). Rozprawa Nizinna hodowla owiec w II połowie XVIII i w I połowie XIX w. na podstawie dóbr Ordynacji Zamojskiej (Wrocław 1963), uważana za czołową monografię w zakresie historii hodowli owiec w Polsce, przyniosła mu w 1962 stopień doktora. Habilitował się w 1967 na podstawie pracy Początki mechanizacji rolnictwa polskiego (Wrocław 1966) i od 1968 był docentem w Instytucie Historii Kultury Materialnej. Zmarł 9 czerwca 1982 w Łodzi, w "przededniu otrzymania tytułu profesora nadzwyczajnego" (J. Szumski).
Zainteresowania naukowe Juliana Bartysia obejmowały historię gospodarstwa wiejskiego i leśnictwa oraz dzieje wsi polskiej od końca XVIII wieku do wybuchu I wojny światowej w aspekcie społeczno-gospodarczym. Zajmował się też problematyką źródłoznawczą, szczególnie w zakresie ikonografii. Kilka prac poświęcił wybitnym postaciom ziemi suwalskiej — Karolowi Brzostowskiemu i Ludwikowi Pacowi, prowadząc tamże dokładne badania archiwalne, których efektem było m.in. odnalezienie oryginału ostatniego testamentu Brzostowskiego z 29 listopada 1853. Bartyś opublikował m.in. książki Kółka rolnicze w Królestwie Polskim (Warszawa 1974), Czerwony hrabia Karol Brzostowski (Warszawa 1978), Rzeczpospolita Pawłowska na tle reform włościańskich w Polsce w XVIII wieku (Warszawa 1982, wydana pośmiertnie), Wizjoner czy fantasta. O życiu i działalności Wojciecha Gutkowskiego (1775-1826) (Lublin 1983, wydana pośmiertnie). Z artykułów można wymienić Geneza testamentu Karola Brzostowskiego ("Rocznik Białostocki", tom 8) oraz Działalność gospodarcza i społeczna generała Ludwika Paca w dobrach Dowspuda na Suwalszczyźnie w latach 1815-1830 ("Rocznik Białostocki", tom 9). Był też Bartyś jednym z redaktorów dzieła zbiorowego Historia kultury materialnej Polski w zarysie.
Promotor doktoratu Juliana Bartysia prof. Bohdan Baranowski we wspomnieniu pośmiertnym ocenił swojego podopiecznego w następujący sposób: "niemal wszystkie prace naukowe J. Bartysia cechowało nadzwyczaj staranne wykorzystanie bazy źródłowej, szczególnie zaś umiejętność dotarcia do trudno dostępnych zespołów materiałów rękopiśmiennych, a także duża odwaga w stawianiu nowatorskich i śmiałych koncepcji badawczych" ("Kwartalnik Historii Kultury Materialnej", 1982, nr 2, cyt. za J. Szumskim).  
Pochowany na cmentarzu komunalnym Doły w Łodzi.